# IBM POWER

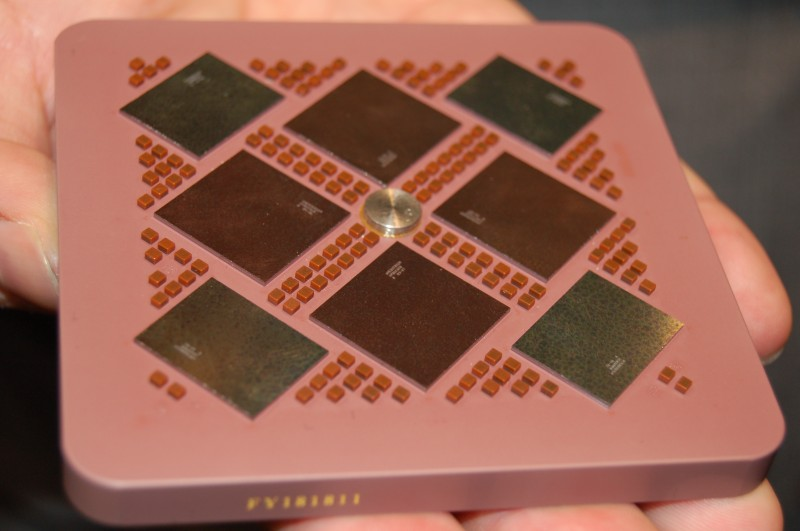
Multi Chip Module (MCM) z czterema procesorami IBM Power 5

POWER – model programowy (architektura) procesora klasy RISC zaprojektowany przez IBM. Nazwa ta jest akronimem angielskiego Performance Optimization With Enhanced RISC. Architektura POWER została użyta jako podstawa (i pozostaje z nią w znacznym stopniu zgodna) do stworzenia architektury PowerPC użytej w mikroprocesorach komputerów Apple Macintosh, serwerach i superkomputerach firmy IBM oraz w układach służących do budowy systemów wbudowanych.
Procesory te osiągają częstotliwości taktowania rzędu 5 GHz.